# Funkční období
| Orgán           | Kategorie                 | Funkce                                      | Doba [rok]     |
| --------------- | ------------------------- | ------------------------------------------- | -------------- |
| České republiky | ústavní činitel           | prezident republiky                         | 5              |
| České republiky | ústavní činitel           | senátor Parlamentu ČR                       | 6              |
| České republiky | ústavní činitel           | poslanec Parlamentu ČR                      | 4              |
| České republiky | ústavní činitel           | soudce Ústavního soudu                      | 10             |
| České republiky | územní samosprávný celek  | člen krajského zastupitelstva               | 4              |
| České republiky | územní samosprávný celek  | člen městského nebo obecního zastupitelstva | 4              |
| Evropské unie   | Evropský parlament        | europoslanec                                | 5              |
| Evropské unie   | Evropský parlament        | předseda Evropského parlamentu              | 2,5            |
| Evropské unie   | Evropská komise           | evropský komisař                            | 5              |
| Evropské unie   | Evropská komise           | předseda Evropské komise                    | 5              |
| Evropské unie   | Evropská rada             | předseda Evropské rady                      | 2,5            |
| Evropské unie   | Rada Evropské unie        | předsednictví Rady Evropské unie            | 0,5 (6 měsíců) |
| Evropské unie   | Rada Evropské unie        | generální tajemník Rady Evropské unie       | 5              |
| Evropské unie   | Soudní dvůr Evropské unie | soudce soudního dvora Evropské unie         | 6              |
| Evropské unie   | Soudní dvůr Evropské unie | advokát soudního dvora Evropské unie        | 6              |
| Evropské unie   | Evropský účetní dvůr      | člen Evropského účetního dvora              | 6              |
| Evropské unie   | Evropský účetní dvůr      | předseda Evropského účetního dvora          | 3              |